# Soldado solitario

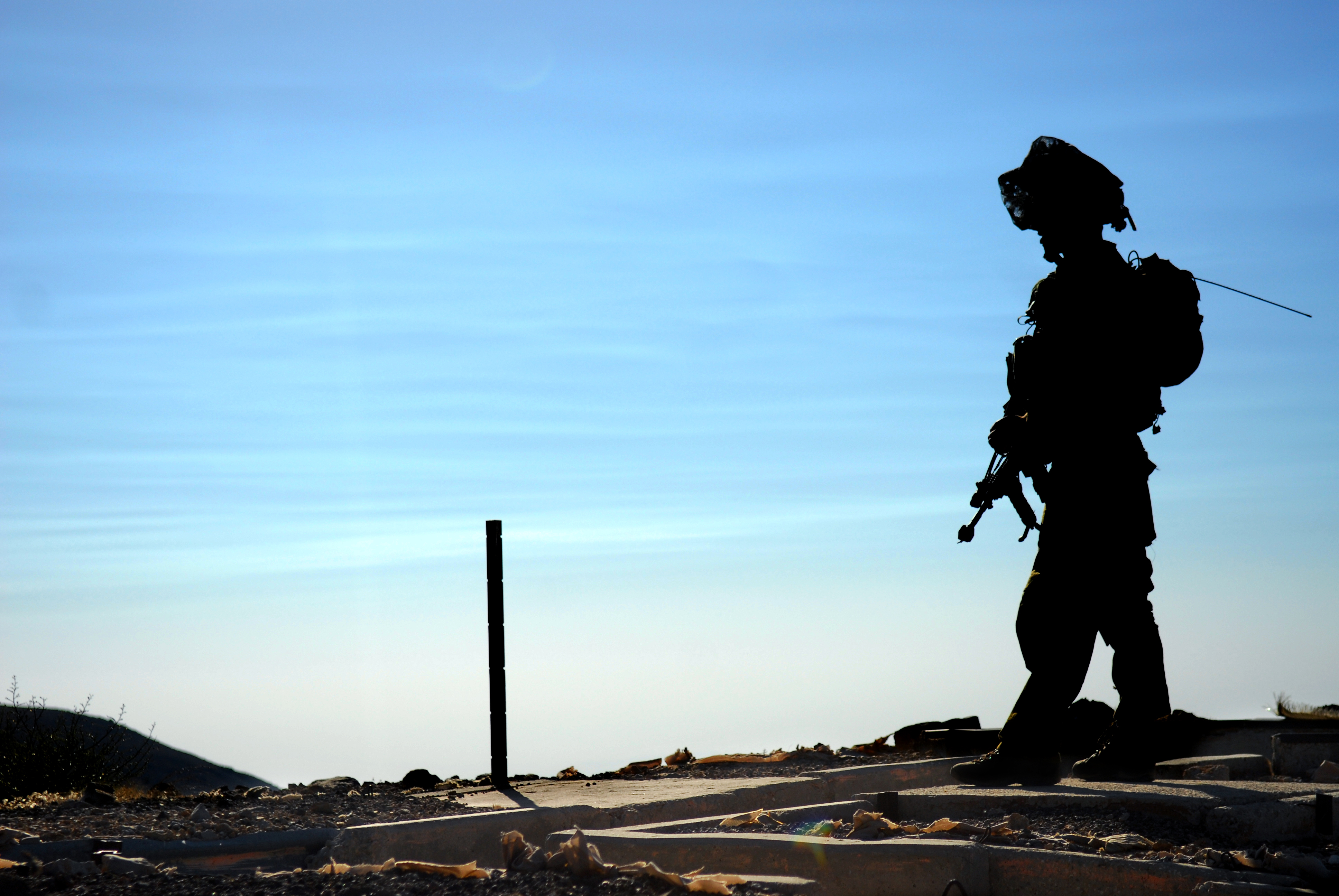
Centinela de las FDI.

Un soldado solitario se define como un soldado, ya sea hombre o mujer, sin familia inmediata en Eretz Israel. Los soldados solitarios sirven en unidades regulares y reciben diversas formas de apoyo de las FDI, del gobierno israelí y de otras organizaciones. No son ciudadanos israelíes, pero son judíos o bien tienen alguna ascendencia judía y son voluntarios en los programas Mahal o Tzofim Garin Tzabar para nuevos inmigrantes (olim jadashim). El programa premilitar Garin Tzabar, facilita y fomenta la inmigración de jóvenes judíos a Israel y los apoya durante todo su servicio militar, colocándolos en diversos kibutz repartidos por todo el país.

## Historia
Según el portavoz de las FDI, 8217 personas nacidas fuera del Estado de Israel se alistaron entre 2009 y agosto de 2012. Los países de origen más representados fueron Rusia y Estados Unidos, con 1685 y 1661 nuevos voluntarios respectivamente.
Un soldado solitario es un soldado sin una familia cercana en Israel. Un soldado solitario (en hebreo: חַיָּל בּוֹדֵד, Ḥayal Boded) es un miembro de las Fuerzas de Defensa de Israel (FDI) que no cuenta con apoyo en Israel, ya sea porque no tiene una familia cercana en Israel o porque se ha distanciado de su familia en Israel. Los soldados solitarios sirven en unidades regulares de las FDI, incluidas unidades de combate, y reciben derechos especiales de las FDI, los ministerios del gobierno israelí y organizaciones benéficas, tienen derecho a recibir aumentos salariales, ayuda para encontrar una vivienda y asistencia legal. En junio de 2022, había aproximadamente 7000 soldados solitarios de más de 60 países. Las filas de las FDI incluyen soldados solitarios de todo el mundo. Los soldados solitarios generalmente son no israelíes de origen judío y se ofrecen como voluntarios bajo los programas Mahal o Tzofim Garin Tzabar, o inmigrantes bajo la Ley del Retorno, aunque existen otras posibilidades para los nativos huérfanos. Según el portavoz de las FDI, 8217 personas nacidas fuera de Israel se alistaron entre 2009 y agosto de 2012. Los países de origen más representados fueron Rusia y Estados Unidos, con 1685 y 1661 reclutas respectivamente. En 2005, el 80 por ciento de los 2500 soldados solitarios eran de la antigua Unión Soviética. En 2014, había alrededor de 2800 soldados solitarios en las FDI, un tercio de los cuales eran de Estados Unidos y Canadá. En junio de 2022, esa cifra había aumentado a 7000 soldados de más de 60 países.
Cuando los padres de un soldado viven en Israel, pero él o ella no están en contacto con ellos, también es posible que se le designe como un soldado solitario. A principios de 2011, el periódico The Jerusalem Post informó que alrededor del 46% de los aproximadamente 5000 soldados solitarios en el ejército en ese momento tenían familia en Israel, pero estaban separados de ellos. Un asesor de las FDI para soldados solitarios le dijo al canal Arutz Sheva en 2012, que la mayoría de ellos eran jóvenes de orígenes religiosos haredíes, rechazados por sus familias por unirse al ejército. También se puede otorgar el estatus de soldado solitario irregular si ambos padres de un soldado de las FDI están trabajando en el extranjero para el gobierno israelí. Si un soldado se casa mientras sirve en las FDI, pierde su condición de soldado solitario. Los beneficios de un soldado solitario también están en riesgo si sus propios padres se mudan a Israel.

## Soldados solitarios notables
Michael Levin nació y creció en Pensilvania, Estados Unidos, se mudó a Israel en 2002 y se unió a la 35.ª Brigada Paracaidista de las FDI. Levin murió en acción durante la Guerra del Líbano de 2006, el 1 de agosto de 2006, en la batalla de Ayta ash-Shab. La muerte de Levin recibió mucha atención; Más de 2000 personas asistieron a su funeral en el Monte Herzl, en Jerusalén. Levin había hablado de la idea de crear un centro para soldados solitarios que les ofreciera comida, apoyo y asesoramiento. Con el apoyo de Tziki Aud, un empleado de la Agencia Judía para la Tierra de Israel, que había conocido a Levin, un grupo de exsoldados solitarios, estableció el centro del soldado solitario en memoria de Michael Levin en 2009. Durante el conflicto entre Israel y la Franja de Gaza de 2014, tres soldados solitarios murieron: Max Steinberg (de Los Ángeles; un francotirador del Batallón Gideon de la Brigada Golani), Sean Carmeli de Estados Unidos y Jordan Bensemhoun de Francia. Los tres murieron en la batalla de Shujaiya.

## Beneficios
Los soldados solitarios reciben un salario básico de las FDI, así como asistencia financiera del Ministerio de Absorción de Inmigrantes y del Ministerio de Vivienda y Construcción. También reciben ayuda para encontrar una vivienda, y tienen derecho a salir de permiso, tienen 30 días al año para visitar a sus familiares que viven en el extranjero. A partir de 2001, la Agencia Judía para la Tierra de Israel dirigió el programa "Keshet", que llevó a los padres de soldados solitarios a Israel durante una semana. En 2024, se abrirá un hogar para soldados solitarios patrocinado por la familia Saban, en la ciudad de Rishon LeZion, en Israel, para ofrecer alojamiento a más de 200 soldados solitarios. Según el centro del soldado solitario en memoria de Michael Levin, un soldado solitario de las FDI tiene los siguientes derechos mientras presta el servicio militar; derecho a recibir ayuda financiera, derecho a una vivienda y derecho a salir de permiso.